# Nachal Josef
Nachal Josef (hebrejsky: נחל יוסף) je vádí v severním Izraeli, v Charodském údolí.
Začíná v nadmořské výšce okolo 50 metrů na jihozápadních svazích náhorní planiny Ramat Moledet, jež je jižní výspou vysočiny Ramot Jisachar. Vádí směřuje k jihu a sestupuje do zemědělsky využívaného Charodského údolí, respektive do jeho výběžku nazývaného Bik'at ha-Šita, kde míjí z východu vesnici Tel Josef a jihovýchodně od ní pak zleva ústí do vádí Nachal Charod, nedaleko od pahorku Tel Šalvim.